# Industrie Merloni

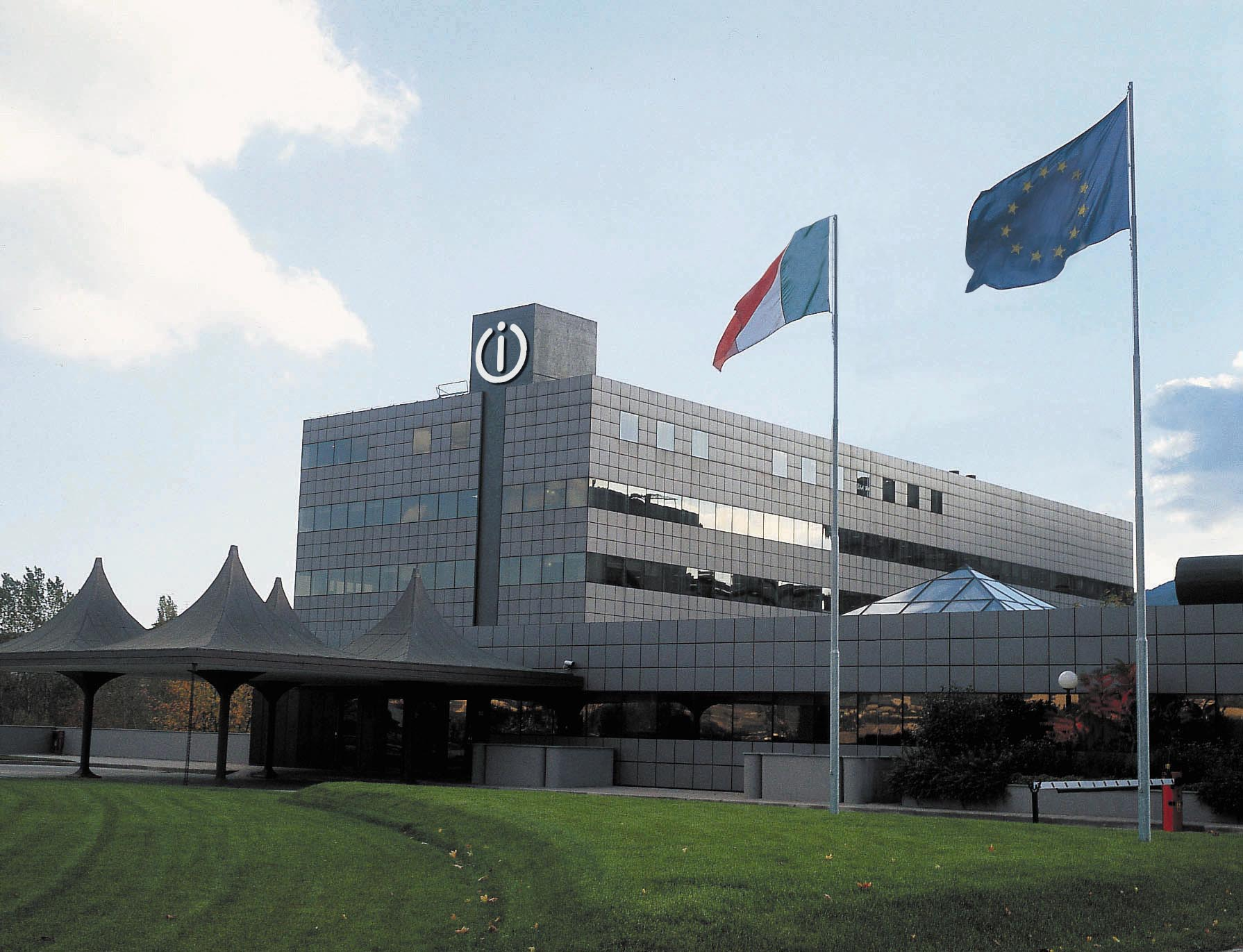
Le siège de l'entreprise à Fabriano en Italie

Industrie Merloni SpA, communément connue sous le nom de Merloni S.p.A., était une entreprise familiale italienne implantée à Fabriano, dans la province d'Ancône [AN), fabricant d'appareils thermohydrauliques et d'appareils électroménagers.

## Histoire
La société Industrie Merloni S.p.A. a été fondée le 15 juillet 1930 à Albacina, un hameau de la commune de Fabriano, dans la province d'Ancône, par Aristide Merloni (it) avec l'aide du curé du village Don Battista Rinaldi. C'était une petite usine artisanale spécialisée dans la fabrication de balances et tous instruments de pesée à usage professionnel,,. L'entreprise a débuté avec six salariés. Le 3 décembre 1933, la Société Anonyme Merloni Aristide S.p.A. (SAMA) a été créée officiellement, dont les membres fondateurs, selon l'acte de constitution rédigé par le notaire Alfredo Fossa de Fabriano, étaient Aristide Merloni et son père Antonio,. En 1936, le siège et les activités de la société SAMA SpA sont transférés dans un entrepôt à Fabriano, où l'effectif va passer à 40 salariés. Le chiffre d'affaires annuel va passer de 80 000 £ires en 1931, à 500 000 £ires en 1938.
Les activités de l'usine Merloni, dévastée par les bombardements américains de la Seconde Guerre mondiale, ont été interrompues en 1945 puis, après la fin de la guerre, l'usine fut réquisitionnée par les troupes alliés et utilisée à diverses fins : station de radio, garage et stockage de céréales. La société SAMA SpA a été dissoute et l'entreprise d'Aristide Merloni est revenue à sa forme juridique d'origine, une société individuelle, qu'il a pu récupérer grâce à une commande reçue des chemins de fer de l'État italien (FS) de soixante ponts-bascules,. Au début des années 1950, la société Merloni devient le principal fabricant italien d'instruments de pesée à usage professionnel et couvre 60 % du marché des balances. Par la suite, Aristide Merloni délaisse la production de balances pour diversifier ses activités au profit des bouteilles de gaz liquéfié et des chauffe-eau sanitaires. Il lance ces nouvelles fabrications en 1954 avec l'inauguration d'une nouvelle usine de production à Matelica, dans la province de Macerata. En 1957, il lance également la production de cuisinières et de poêles à gaz à utiliser avec ses bouteilles, dans une nouvelle usine à Albacina.
En 1957, la société Merloni, au plus fort de sa production et de son expansion commerciale, devient une S.p.A. (société anonyme par actions) et prend le nom de A. Merloni Officine Meccaniche S.p.A., avec un capital social de 500 millions de £ires,,. Deux ans plus tard, en 1959, une nouvelle usine est inaugurée à Cerreto d'Esi, pour la production de meubles de cuisine en métal. En 1960, la marque Ariston est lancée pour commercialiser les produits que la société vend directement en les différenciant de ceux fabriqués en sous-traitance pour d'autres marques. En 1962, le modèle Unibloc est présenté, intégrant une cuisinière, un réfrigérateur et un lave-vaisselle, créé pour adapter les meubles de cuisine à tous les environnements. En 1963, Industrie Merloni comptait un peu moins de 600 salariés répartis dans cinq usines, chacune spécialisée dans des productions spécifiques, toutes situées dans la région des Marches. En 1966, Merloni rachète la société ALIA de Milan, une entreprise fabriquant des réfrigérateurs pour des tiers, qui devient quelques années plus tard une des bases logistiques du groupe.
Dans les années 1960/70, d'autres usines de production ont été construites :
- 1964 - Pianello di Genga : bouteilles de gaz,
- 1965 - Sassoferrato : chauffe-eau,
- 1965 - Santa Maria di Fabriano : lave-vaisselle,
- 1970 - Melano-Marischio : réfrigérateurs,
- 1971 - Cittaducale (province de Rieti) : cuisines modulaires,
- 1973 - Comunanza (province d'Ascoli Piceno) : machines à laver[13].

L'entreprise individuelle Merloni, devenue entre-temps la société Merloni SpA, a été structurée en plusieurs divisions :
- produits sanitaires,
- appareils électroménagers,
- mécanique et mobilier.

En 1968, la division mécanique dirigée par Antonio Merloni, un des fils d'Aristide, se sépare du groupe et devient une société indépendante nommée ARDO.
Présente sur les marchés national et internationaux, Ariston SpA a créé sa filiale Ariston France SA en 1973, succursale de vente et de distribution de produits en France.
En 1975, après le décès le 19 décembre 1970 de son fondateur, Aristide Merloni, la direction de la société Industrie Merloni S.p.A. est assurée par ses fils Vittorio et Francesco, qui réorganisent le groupe en deux sociétés autonomes :
- Merloni Elettrodomestici S.p.A., ex division appareils ménagers, qui sera rebaptisée INDESIT Company S.p.A. le 1er janvier 2005[16],[17], dirigée par Vittorio Merloni,
- Merloni Termosanitari S.p.A., ex division chauffage sanitaire, renommée en 2009 Ariston Thermo Group puis simplement Ariston Group en 2021, dirigée par Francesco Merloni.

## Merloni Elettrodomestici (1975-2004)
En 1975, après la transformation des divisions du groupe Industrie Merloni S.p.A. en sociétés indépendantes, Merloni Elettrodomestici S.p.A., dirigée par Vittorio Merloni récupère trois des huit usines du groupe Merloni qui produisent une large gamme de produits électroménagers « blancs ».
En 1979, la société rachète la société britannique Colston qui possède une usine d'électroménagers (lave-linge et lave-vaisselle) à Newton Aycliffe dans le comté de Durham et, en 1980, la société portugaise Frisado qui dispose d'une usine à Setúbal, dans le district de Setúbal, près de Lisbonne qui est renommée Ariston Electrodomésticos SA,,.
Dans les années 1980, la société connait quelques difficultés dues à un marché européen proche de la saturation avec des produits de qualité qui ne nécessitent plus leur remplacement prématuré. Le groupe Merloni Elettrodomestici devient le premier fabricant d’appareils électroménagers en Italie et, avec la marque Ariston, le 5e mondial, fabricant pour beaucoup d'autres marques réputées. En 1982, la société prend une participation de 30 % dans son concurrent italien SMEG, spécialiste des appareils encastrables.
Avec la reprise de la direction à plein temps par Vittorio Merloni en 1984, après quatre ans passés à la présidence de la Confindustria, un important plan de restructuration de l'entreprise, a été mis en œuvre. Le personnel a été réduit, certaines usines ont été fermées, une multitude de robots ont été introduits dans les processus de fabrication et de nouveaux produits ont été lancés,. En à peine 2 ans, l'entreprise, qui produisait 1,5 million de pièces par an, a renoué avec les bénéfices grâce à une augmentation significative des ventes et du chiffre d'affaires, principalement réalisé à l'étranger,. En 1986, un accord est signé avec la société Frigidaire International, une division de l'entreprise américaine White Consolidated Industries (en), pour l'utilisation de la marque Frigidaire pour une ligne particulière d'appareils électroménagers de haut de gamme, distribuée à travers un réseau commercial spécifique.
En février 1987, Merloni Elettrodomestici prend une participation de 25 % dans le capital de Philco Italia (it). Sept mois plus tard, en septembre, la société Merloni Elettrodomestici SpA est cotée à la Bourse de Milan puis, à la Bourse de Lisbonne via sa filiale portugaise Ariston Electrodomésticos SA,. En décembre, Merloni Elettrodomestici a racheté la marque et les usines de la société turinoise Indesit, qui connaissait des difficultés depuis le début de la décennie et mise en redressement judiciaire,. Indesit est ainsi devenue la deuxième marque de la société après Ariston. L'entrée d'Indesit dans le groupe Merloni Elettrodomestici a entraîné le doublement de son chiffre d'affaires, passant de 500 milliards de £ires annuelles à plus de 1 000 milliards (équivalent à 903 millions €uros 2023), ainsi qu'une augmentation de sa part du marché européen, qui a atteint 10 %.
En 1988, 51 % du capital du groupe Merloni Elettrodomestici S.p.A. passe sous le contrôle de Fineldo, la holding financière de la famille Merloni. En 1988, le groupe Merloni, avec ses marques Indesit et Ariston, réalise un chiffre d’affaires de 1,059 milliard US$, devenant le quatrième fabricant d’appareils électroménagers au monde. L'année suivante, en 1989, la société renforce sa présence internationale avec le rachat de deux sociétés portugaises de production d'appareils électroménagers, Fabrica du Portugal et Fundisao de Oeiras, et le français Scholtès, fabricant de fours électriques et à micro-ondes,,.
En 1990, le Groupe Marcegaglia, fournisseur de tôles en acier de l'entreprise, prend une participation de 7 % dans le capital de Merloni Elettrodomestici SpA. Les investissements du groupe à l'étranger se poursuivent et, en 1992, il rachète 25 % de la société turque Pekel au groupe Vestel, pour pénétrer les marchés turcs et du Moyen-Orient, participation qui, un an plus tard, est portée à 54 %,,,.
En 1993, Merloni Elettrodomestici SpA crée la joint-venture Argentron SA avec le groupe Zanella en Argentine, pour commercialiser ses produits dans les pays d'Amérique du Sud. En 1994, le groupe Merloni enregistre un chiffre d’affaires de 1,9 milliard US$ avec 10 % de parts de marché en Europe. En 1995, via sa filiale britannique, le groupe rachète New World, un fabricant de cuisines,. La même année, Merloni implante une usine en Chine avec la participation du fabricant chinois Haier à Qingdao, appelée Merloni Haier Washing Appliances Company, pour produire des machines à laver pour le marché chinois et pour l’exportation vers les marchés d'Asie,. En 1996, le groupe prend une participation de 30 % dans le capital de STAR (it)), fabricant italien de plaques de cuisson et de hottes de cuisine.
En 1996, Vittorio Merloni nomme le premier administrateur délégué (Directeur Général) extérieur au groupe, Francesco Caio (en), dans le but d'améliorer les performances financières et augmenter la présence de la marque sur les marchés étrangers
En 1999, le groupe lance une nouvelle gamme de produits équipés de la technologie WRAP (Web Ready Appliance Protocol), appelée Ariston Digital, avec le Home Smart Monitor (HSM), un écran tactile interactif et multimédia intégré, connecté à Internet, à la télévision et à la radio, développé en interne par la société en collaboration avec le Media Lab du MIT de Boston,. La gamme Ariston Digital a été présentée au SMAU (it) (Salone Macchine e Attrezzature per l'Ufficio - Salon des machines et équipements de bureau) à la Foire de Milan 1999. La même année, Merloni Elettrodomestici a ouvert sa onzième usine à Łódź, en Pologne, pour la production de cuisinières Indesit. En 1999, Fineldo, la holding de la famille Merloni, rachète Panini, le fabricant d'images autocollantes.
En 2000, Francesco Caio (en) est remplacé comme DG de l'entreprise par Andrea Guerra (en), le plus jeune dirigeant d'une société cotée en bourse. Cette année-là, le groupe Merloni présente la tablette de cuisine Leonardo, qui permet de surfer sur Internet, de faire des achats en ligne, de télécharger des recettes et des cycles de cuisson sur le Web,. L'expansion internationale de la société de Fabriano se poursuit avec le rachat de Stinol, le premier fabricant russe d'appareils électroménagers pour 120 millions US$,. En 2001, le groupe rachète 50 % du britannique General Domestic Appliances (GDA), fabricant d'appareils électroménagers sous la marque Hotpoint, dont il prend le contrôle total l'année suivante avec les parts (50 %) détenues par le groupe américain General Electric,.
En 2002, le rachat de Sinudyne marque l’entrée du groupe Merloni dans le secteur de l’électronique.

## Merloni Elettrodomestici devient INDESIT (2004)
Le 6 septembre 2004, l'assemblée générale des actionnaires de Merloni Elettrodomestici S.p.A. se réunit au siège de la société à Fabriano qui décide du changement de raison sociale en INDESIT Company S.p.A., avec effet au 1er janvier 2005,. Le groupe Merloni avait désormais la taille et les caractéristiques d'un conglomérat et, bien que la marque historique soit Ariston, le nom Indesit a été choisi comme nouvelle dénomination de la marque au niveau mondial, Indesit étant la marque du groupe la plus connue hors du territoire italien,.
En 2005, la nouvelle société INDESIT Company S.p.A. a créé une J-V avec la société chinoise Wuxi Little Swan, dont Indesit en détient 70 %, pour produire localement des lave-vaisselles. En novembre 2006, Indesit a reçu le prix Ecohitech pour le modèle de machine à laver Aqualtis, pour la qualité technologique, la faible consommation d'énergie et l'éco-compatibilité du produit. En 2007, la marque Ariston, jusqu'alors partagée avec Merloni Termosanitari, a été réunie avec Hotpoint pour donner naissance à la marque Hotpoint-Ariston.
Lors de la grande récession économique qui a éclaté en 2008 à la suite de la crise des subprimes de 2006-2007, et qui a touché principalement les pays européens, le secteur de l'électroménager a été l'un des secteurs industriels le plus durement touché, avec une baisse des ventes et un renchérissement des matières premières. Le groupe INDESIT Company SpA a été un peu moins touché que ses concurrents avec une baisse des ventes limitée à 1,4 % tandis que l'américain Whirlpool, premier fabricant mondial d'appareils électroménagers, a accusé une chute de 24 % de son bénéfice net et de son résultat opérationnel, Electrolux est en chute libre avec une perte nette de 745 000 €uros. Afin de réduire ses coûts, entre 2009 et 2012, la multinationale italienne a fermé son usine au Pays de Galles ainsi que ses usines italiennes de Brembate di Sopra, dans la province de Bergame, de Refrontolo, dans la province de Trévise et de None, dans la province de Turin pour transférer les productions vers ses usines polonaises,,
En 2005, INDESIT Company ferme son site industriel français de Thionville à Manom (57), fabriquant jusqu'alors les tables vitrocéramiques Scholtès,.
Au début 2007, INDESIT Company lance sa nouvelle architecture de marques. La marque Hotpoint est associée à la marque Ariston pour former la marque Hotpoint-Ariston. En 2010, Andrea Merloni succède à son père Vittorio Merloni, gravement malade, à la direction en tant que président directeur général.
Le 9 juin, le groupe a annoncé la mise en place d’un plan d’investissement d’une période de trois ans 2010–2012 destiné à consolider sa présence en Italie.
Deux sites ont été fermés, celui de Brembate (BG) et Refrontolo (TV).
En 2012, la société INDESIT annonce son entrée sur le marché du petit électroménager.
En juillet 2014, le groupe américain Whirlpool acquiert 60,4 % du groupe INDESIT pour 758 millions d'€uros.
En 2015, Whirlpool acquiert le reste des actions d'INDESIT en bourse et, en 2017, le groupe italien est intégré au sein du groupe Whirlpool Europe, ses activités intègrent celles de Whirlpool EMEA S.p.A.

## Quelques chiffres
En 1970, le groupe Industrie Merloni SpA comptait un effectif de 2 000 salariés dans huit usines en Italie. Il avait un chiffre d'affaires de 30 milliards de £ires. La division thermo-hydraulique représentait 33 % de son chiffre d'affaires et la division appareils électroménagers blancs 67 % :
- lave-linges (12 % du CA),
- cuisinières (10 %),
- réfrigérateurs (5%)
- lave-vaisselles (3%)

dont la moitié de la production exportée.
En 2007, la part de marché d'INDESIT dans le marché européen de l'électroménager blanc (fours, réfrigérateurs, cuisson, lave-vaisselle et lave-linge et seiche-linge) était d'environ 14 %, avec des ventes consolidées de plus de 3,4 milliards d'euros et une production annuelle d'environ 16 millions d'appareils vendus dans trente-six pays.

La répartition de la production était :
- lave-linges & seiche-linges (8 %),
- cuisinières (27 %),
- réfrigérateurs (38 %)
- lave-vaisselles (27 %)

Le PDG du groupe INDESIT Comany SpA, Vittorio Merloni, atteint d'une maladie incurable, retiré des affaires, la direction familiale du groupe a décidé, en juin 2014, de s'associer avec l'américain Whirlpool Corporation, numéro 2 mondial du secteur, au coude à coude avec Electrolux et de lui céder sa participation de 60,4 % pour 758 millions €uros.
Le groupe INDESIT Company SpA distribuait ses produits sous la marque Indesit, partout dans le monde et ses autres marques :
- Hotpoint-Ariston, en Europe ouest et est,
- Hotpoint, en Grande-Bretagne,
- Cannon, en Grande-Bretagne,
- General Domestic, en Grande-Bretagne,
- Wuxi Indesit, en Chine
- Haier Indesit, en Chine,
- Scholtès, en France,

### Sites de production
En 2004, avant d'être renommée INDESIT Company SpA, le groupe Merloni Elettrodomestici SpA disposait de 15 sites de productions, 7 en Italie (Fabriano-Albacina, Melano-Brembate, Carinaro, Communanza, None, Refrontolo, Teverola) et 8 hors Italie (Pologne, Russie, Royaume-Uni, Turquie).
Sites fermés :
- Refrontolo (Italie) : appareils de cuisson, fermé en 2010
- Brembate (Italie) : lave-linges, fermé en 2010[70]
- Bodelwyddan (Royaume-Uni) : usine Hotpoint, lave-linges, fermée en 2009[71]
- Thionville-Manom (France) : usine Scholtès, fours et plaques vitrocéramiques, fermé en 2005,
- Praias do Sado (Portugal) : réfrigérateurs et congélateurs, fermé en 2004[72]